# Шейхство Датина
Шейхство Датина (араб. مشيخة دثينة‎), или иногда Конфедерация Датина — шейхство в Южной Аравии, существовавшее до революции 1967 г. В разные годы входило в состав британского Протектората Аден, Федерацию Арабских Эмиратов Юга и Федерацию Южной Аравии. Столицей был город Мудиа.

## История
В XIX веке Датину населяло два племени: Ахль аль-Саиди и Ола (аль-Ула), территория была разделена на две части: Ула аль-Хор и Ула аль-Бахр. Великобритания приобрела город-порт Аден в 1839 году, стремилась обеспечить мир в ближайших прилегающих районах Аденской гавани, поэтому они подписывали договоры о защите со всеми малыми государствами региона, в том числе и Датиной. Впоследствии Датина стала членом Аденского протектората. На тот момент государство населяло 8000 человек. Этот горный регион также известен как Аль-Хамдани, большинство жителей жили в редких плодородных долинах: Датина, Аль-Хар, Таран, Аль-Гамр, Аль-Хумейджра, Аль-Маваран, Саб, Уруфан, Маран, Азан. Самым большим городом в этой малолюдной местности и крупнейшим торговым центром был город Эль-Хафа, также называемый Сук аль-Саиди («торговый господин»), в нём каждый год проводился племенной совет — меджлис, который формально был правящим органом. По поручению британской администрации, в 1944 году столицу перенесли в город Мудиа, который был ближе и доступнее к Адену.
В 1960 году Датина вошла в состав Федерацию Арабских Эмиратов Юга. Следуя инструкции английской администрации, решение официально утвердил меджлис. В 1962 году шейхство присоединилось к Федерации Южной Аравии. В 1965 году была изменена система управления, меджлис избирал шейха на годовой срок, Датина стала шейхством. В 1967 году шейх Абд аль-Кадир ибн Шайя был свергнут, Датина вошла в состав Народной Республики Южного Йемена. В настоящее время территория бывшего шейхства входит в состав Йеменской Республики.

## Список правителей
- меджлис (племенное собрание) — ? — 1965
- Аль-Хусейн ибн Мансур аль-Джабири — 1965 — 1966
- Абд аль-Кадир ибн Шайя — 1966 — 1967